# Militair domein en vallei van de Zwarte Beek
Militair domein en vallei van de Zwarte Beek este o arie protejată (arie specială de conservare — SAC, sit de importanță comunitară — SCI, arie de protecție specială avifaunistică — SPA) din Belgia întinsă pe o suprafață de 8.889 ha, integral pe uscat.

## Localizare
Centrul sitului Militair domein en vallei van de Zwarte Beek este situat la coordonatele 51°07′00″N 5°20′00″E / 51.1167°N 5.3333°E.

## Înființare
Situl Militair domein en vallei van de Zwarte Beek a fost declarat arie de protecție specială avifaunistică în octombrie 1988 pentru a proteja 11 specii de animale. Alte tipuri de protecție:
- sit de importanță comunitară (în ianuarie 1900)
- arie specială de conservare (în ianuarie 1900)[1][2]

## Biodiversitate
Situată în ecoregiunea atlantică, aria protejată nu include niciun habitat protejat.
La baza desemnării sitului se află mai multe specii protejate de  păsări (11): pescăruș albastru (Alcedo atthis), buhai de baltă (Botaurus stellaris), caprimulg (Caprimulgus europaeus), erete vânăt (Circus cyaneus), erete cenușiu (Circus pygargus), ciocănitoare neagră (Dryocopus martius), sfrâncioc roșiatic (Lanius collurio), ciocârlie de pădure (Lullula arborea), Luscinia svecica cyanecula, viespar (Pernis apivorus), cresteț pestriț (Porzana porzana).